# Italia ai Giochi mondiali
L'Italia ha partecipato a tutte le nove edizioni dei Giochi mondiali a partire da Santa Clara 1981, vincendo tre volte la classifica del medagliere generale, nel 1985, nel 1989 e nel 2013.

## Medagliere
L'Italia oltre ad essersi aggiudicata in tre occasioni il medagliere dei Giochi, ha concluso altre 4 volte sul podio ed è in testa anche al medagliere all-time.
| Giochi           | Oro | Argento | Bronzo | Totale | Posizione |
| ---------------- | --- | ------- | ------ | ------ | --------- |
| Santa Clara 1981 | 7   | 11      | 16     | 34     | 3         |
| Londra 1985      | 26  | 29      | 22     | 77     | 1         |
| Karlsruhe 1989   | 22  | 14      | 14     | 50     | 1         |
| L'Aia 1993       | 14  | 19      | 6      | 39     | 2         |
| Lahti 1997       | 12  | 12      | 15     | 39     | 4         |
| Akita 2001       | 10  | 11      | 9      | 30     | 6         |
| Duisburg 2005    | 13  | 12      | 16     | 41     | 3         |
| Kaohsiung 2009   | 16  | 12      | 13     | 41     | 2         |
| Cali 2013        | 17  | 13      | 16     | 46     | 2         |
| Totale           | 137 | 131     | 126    | 394    | 1         |